# The Wedding Singer
The Wedding Singer is een film uit 1998 onder regie van Frank Coraci.

## Verhaal
Het is 1985 en Robbie zingt op bruiloften. Ook Julia is er vaak aanwezig, als serveerster. Wanneer ze beiden gaan trouwen met iemand anders beseffen ze dat ze eigenlijk verliefd zijn op elkaar.

## Rolverdeling
| Acteur              | Personage      |
| ------------------- | -------------- |
| Adam Sandler        | Robbie Hart    |
| Drew Barrymore      | Julia Sullivan |
| Christine Taylor    | Holly Sullivan |
| Allen Covert        | Sammy          |
| Matthew Glave       | Glenn Guglia   |
| Ellen Albertini Dow | Rosie          |
| Kevin Nealon        | Mr. Simms      |
| Billy Idol          | Zichzelf       |